# Gianpaolo Bissi
Gianpaolo Bissi (Teglio, 2 maggio 1941 – Teglio, 24 giugno 2022) è stato un politico italiano.

## Biografia
Sindaco di Teglio, è stato senatore per il Partito Socialista Democratico Italiano nella X legislatura dal 1987 al 1992 e sottosegretario di stato per il lavoro e la previdenza sociale nei due Governi Andreotti (VI e VII), dal 1989 al 1992. Dal 1990 al 1995 è stato anche consigliere provinciale a Sondrio.
Muore nel giugno 2022 all'età di 81 anni.